# Suzetrygina
Suzetrygina – organiczny związek chemiczny, niesteroidowy lek przeciwzapalny, selektywny inhibitor kanałów sodowych Nav1.8 na szlaku sygnału bólowego w obwodowym układzie nerwowym.
Jest to pierwszy nieopioidowy lek przeciwbólowy zatwierdzony przez amerykańską Agencję Żywności i Leków od dwóch dekad.

## Mechanizm działania
W przeciwieństwie do leków opioidowych, które zmniejszają sygnały bólowe w ośrodkowym układzie nerwowym, suzetrygina działa poprzez zamykanie kanałów sodowych w nerwach obwodowych, hamując przekazywanie bolesnych wrażeń przez nerwy sygnalizujące ból do mózgu. Dzięki takiemu mechanizmowi suzetrygina łagodzi ból w takim samym stopniu jak opioidy, ale bez ryzyka uzależnienia, ospałości lub przedawkowania. 
W badaniach klinicznych przeprowadzonych w 2024 r. u osób stosujących suzetryginę zaobserwowano zmniejszenie bólu, zwykle z 7 do 4 punktów w standardowej skali liczbowej stosowanej do oceny bólu. Suzetrygina łagodzi ból w takim samym stopniu jak połączenie hydrokodonu i paracetamolu.
Mechanizm przeciwbólowego blokowania kanałów sodowych opracowano dzięki obserwacji rodziny pakistańskich strażaków, którzy, z powodu mutacji w genie warunkującym przewodzenie sygnałów bólowych w komórkach nerwowych, odczuwali ciepło, lecz nie ból podczas chodzenia boso np. po rozżarzonych węglach.

## Przeciwwskazania i interakcje
Jednoczesne stosowanie suzetryginy i silnych inhibitorów CYP3A, jak również spożywanie grejfruta, jest przeciwwskazane.

## Działania niepożądane
Do działań niepożądanych suzetriginy należą: swędzenie, wysypka, skurcze mięśni i podwyższone stężenie kinazy kreatynowej, nudności, zaparcia, ból głowy i zawroty głowy.
Długoterminowe bezpieczeństwo i skutki uboczne pozostają nieokreślone (stan na 02.2025).
Wstępne badania nie wykazały poważnych skutków neurologicznych, behawioralnych ani sercowo-naczyniowych suzetryginy.

## Rejestracja
Suzetrygina, pod marką Journavx od Vertex Pharmaceuticals, została zatwierdzona do stosowania w medycynie przez Agencję ds. Żywności i Leków (FDA) w styczniu 2025 r.